# Рівняння Паулі
Рівняння Паулі або рівняння Паулі-Шредінгера — нерелятивістське рівняння руху квантової частинки зі спіном 1/2 в електромагніному полі.
Рівняння Паулі є узагальненням рівняння Шредінгера для частинок зі спіном. Водночас воно не є Лоренц-інваріантним. Відповідне Лоренц-інваріантне квантовомеханічне рівняння — рівняння Дірака.
{\displaystyle i\hbar {\frac {\partial \psi }{\partial t}}={{\hat {H}}\psi \ }=\left[{1 \over 2m}({\hat {\mathbf {p} }}-{e \over c}\mathbf {A} )^{2}{\hat {I}}+e\varphi {\hat {I}}-{{e\hbar } \over 2mc}({\hat {\sigma }}\cdot \mathbf {B} )\right]\psi }
де спінор {\displaystyle \psi } — описує квантову частинку, наприклад, електрон, {\displaystyle {\hat {H}}} — гамільтоніан, {\displaystyle {\hat {\mathbf {p} }}=-i\hbar \nabla } — оператор імпульсу, {\displaystyle \mathbf {A} } — векторний потенціал, {\displaystyle \mathbf {B} } — вектор магнітної індукції, {\displaystyle \varphi } — електричний потенціал, {\displaystyle {\hat {\sigma }}} — матриці Паулі, {\displaystyle {\hat {I}}} — одинична матриця, {\displaystyle m} — маса частинки, e — її заряд, {\displaystyle \hbar } — зведена стала Планка, c — швидкість світла.
Рівняння вперше записав Вольфганг Паулі.

## Область застосування
Рівняння Паулі успішно описує квантові системи, для яких несуттєва спін-орбітальна взаємодія, зокрема вільні електрони, легкі атоми. Для важких атомів спін-орбітальну взаємодію слід враховувати, тому вони коректно описуються складнішим рівнянням Дірака.

## Приклади

### Частинка в стаціонарному магнітному полі
Частинка в стаціонарному однорідному магнітному полі описується рівнянням
{\displaystyle i\hbar {\frac {\partial \psi }{\partial t}}={\hat {H}}_{0}\psi -\mu _{0}{\hat {\sigma }}_{z}B\psi },
де {\displaystyle {\hat {H}}_{0}} — незалежний від спіну гамільтоніан, система координат вибрана так, щоб вісь z збігалася з напрямком магнітного поля, і введено позначення
{\displaystyle \mu _{0}={\frac {e\hbar }{2mc}}} — магнетон Бора.
Зважаючи на діагональність {\displaystyle {\hat {\sigma }}_{z}}, це рівняння матричне розпадається на два скалярні
{\displaystyle i\hbar {\frac {\partial \psi _{1}}{\partial t}}={\hat {H}}_{0}\psi _{1}-\mu _{0}B\psi _{1}},
{\displaystyle i\hbar {\frac {\partial \psi _{2}}{\partial t}}={\hat {H}}_{0}\psi _{2}+\mu _{0}B\psi _{2}},
які відрізняються знаком перед магнетоном Бора.
Відповідно, кожному власному значенню {\displaystyle E_{0n}} гамільтоніану {\displaystyle {\hat {H}}_{0}} відповідаються два власні значення гамільтоніану {\displaystyle {\hat {H}}}, один зі спіном «угору», другий зі спіном «униз». Енергії цих станів дорівнюють
{\displaystyle E_{n\uparrow }=E_{n0}-\mu _{0}B,\qquad E_{n\downarrow }=E_{n0}+\mu _{0}B,}.